# Station Bydgoszcz Leśna
Station Bydgoszcz Leśna is een spoorwegstation in de Poolse plaats Bydgoszcz.